# Araguaiataggstjärt
Araguaiataggstjärt (Synallaxis simoni) är en fågelart i familjen ugnfåglar inom ordningen tättingar.

## Utbredning och systematik
Araguaiataggstjärten förekommer i Araguaiadalen i Pantanal i västra Brasilien. Den kategoriserades tidigare vanligen som underart till vittyglad taggstjärt (Synallaxis albilora), men urskiljs sedan 2016 som egen art av Birdlife International och IUCN, sedan 2023 även av International Ornithological Congress.

## Status
Den kategoriseras av IUCN som livskraftig.